# Fogang
Fogang, även romaniserat Fatkong, är ett härad i staden Qingyuan i provinsen Guangdong i sydöstra Kina. Det ligger omkring 90 kilometer norr om provinshuvudstaden Guangzhou. 
Fogang är indelat i sex köpingar (zhen).
- Gaogang (高岗镇)
- Jingtou (迳头镇)
- Longshan (龙山镇)
- Shijiao (石角镇)
- Shuitou (水头镇)
- Tangtang (汤塘镇)